# Anadia
Anadia és un municipi portuguès, situat al districte d'Aveiro, a la regió del Centre i a la subregió de Baixo Vouga. L'any 2004 tenia 31.660 habitants. Es divideix en 15 freguesias. Limita al nord amb Águeda, a l'est amb Mortágua, al sud amb Mealhada, al sud i oest amb Cantanhede i al nord-oest amb Oliveira do Bairro.

## Fills il·lustres
- António Xavier Machado e Cerveira (1756-1828), orguener.

## Població
| Població del concelho d'Anadia (1849 – 2004) | Població del concelho d'Anadia (1849 – 2004) | Població del concelho d'Anadia (1849 – 2004) | Població del concelho d'Anadia (1849 – 2004) | Població del concelho d'Anadia (1849 – 2004) | Població del concelho d'Anadia (1849 – 2004) | Població del concelho d'Anadia (1849 – 2004) | Població del concelho d'Anadia (1849 – 2004) |
| -------------------------------------------- | -------------------------------------------- | -------------------------------------------- | -------------------------------------------- | -------------------------------------------- | -------------------------------------------- | -------------------------------------------- | -------------------------------------------- |
| 1849                                         | 1900                                         | 1930                                         | 1960                                         | 1981                                         | 1991                                         | 2001                                         | 2004                                         |
| 5761                                         | 17161                                        | 23245                                        | 29039                                        | 29820                                        | 28899                                        | 31545                                        | 31671                                        |

## Freguesies
- Aguim
- Amoreira da Gândara
- Ancas
- Arcos (freguesia urbana;integra la ciutat d'Anadia [i altres locals:Malaposta,Famalicao])
- Avelãs de Caminho
- Avelãs de Cima
- Mogofores
- Moita
- Óis do Bairro
- Paredes do Bairro
- Sangalhos (estatut de vila)
- São Lourenço do Bairro
- Tamengos (inclou l'aldea turística de Curia)
- Vila Nova de Monsarros
- Vilarinho do Bairro